# 夜行神龍 (遊戲)
《夜行神龍》是1995年平台游戏，由迪士尼软件开发、博伟互动发行，对应Mega Drive平台。游戏改编自迪士尼公司的同名动画。
《夜行神龍 重製版》于2023年发行，对应Xbox Series X/S、PlayStation 5、任天堂Switch、Windows、Xbox One、PlayStation 4平台。《重制版》据Metacritic统计获得「褒贬不一或中庸」评价，据OpenCritic统计获得10%媒体推荐。